# Simulium schmidtmummi
Simulium schmidtmummi är en tvåvingeart som beskrevs av Peter Wolfgang Wygodzinsky 1973. Simulium schmidtmummi ingår i släktet Simulium och familjen knott.
Artens utbredningsområde är Colombia. Inga underarter finns listade i Catalogue of Life.